# Phare est de Delaware Breakwater

Le phare est de Dalaware Breakwater (en anglais : Delaware Breakwater East EndLight) était un phare situé sur le brise-lames intérieur du 
Delaware Breakwater (en) dans la baie de la Delaware, juste au large de la côte du  cap Henlopen et de la ville de Lewes dans le Comté de Sussex, Delaware.

## Historique
En 1884, une lumière a été commandée pour l'extrémité est du brise-lames du Delaware. La lumière a été construite pour remplacer le Cape Henlopen Beacon (en) qui a été mis hors service la même année. La construction a commencé en 1885 et une lumière temporaire sur un cadre en bois a été placée près du chantier pendant le processus. La fondation de la tour était encastrée dans le brise-lames. La structure métallique a été achevée le 2 octobre 1885. Elle était équipée d'une lentille de Fresnel de quatrième ordre (qui est toujours dans le phare à ce jour)  et comprenait également un secteur rouge afin d'avertir les navires qui s'approchent des hauts-fonds voisins. Un signal de brume a été installé environ un mois plus tard. L'année suivante, un quai et un bâtiment à carburant ont été construits et achevés sur le site.
Peu de temps après sa création, cette tour a été testée dans les vents violents du Grand blizzard de 1888. En 1903, le feu a remplacé le phare avant de Delaware Breakwater abandonné en tant que plage avant pour le Delaware Breakwater, bien que le phare arrière de Delaware Breakwater ait continué à servir de plage arrière jusqu'en 1918, date à laquelle il a également été abandonné. La lumière a été automatisée le 11 juillet 1950. La vie au phare avait été assez difficile. La tour était petite, avec un diamètre extérieur mesurant seulement 22 pieds (6,7 m) à la base et 18 pieds (5,5 m) au niveau de la lanterne. De plus, le brouillard épais constant au cap Henlopen signifiait que le signal de brouillard retentissait presque constamment du 1er juillet 1896 au 30 juin 1897, le signal de brume a fonctionné pendant 400 heures. L'année suivante, le signal a fonctionné pendant 440 heures. Peu de temps après, le record du phare a été établi en 1905 lorsque le signal a été utilisé pendant 645 heures.
Le haut-fond au cap Henlopen a progressivement réduit l'importance de cette lumière et le phare de Harbor of Refuge a commencé à servir les marins de manière plus pratique de son emplacement sur le brise-lames extérieur, beaucoup plus près de l'embouchure de la baie de la Delaware. En raison de son importance réduite, la lumière a été officiellement arrêtée en 1996. En 1999, la propriété du phare a été transférée à l'État du Delaware. Le phare a finalement été loué à la Delaware River & Bay Authority, le groupe bi-étatique qui gère les ferries et les aéroports du Delaware et du New Jersey. En 2004, la Delaware River and Bay Authority et la Delaware River and Bay Lighthouse Foundation, une organisation bénévole à but non lucratif, ont conclu un contrat aux termes duquel la Fondation est devenue conseillère sur la préservation à entreprendre par l'Autorité et était responsable des visites et des activités éducatives. Depuis, des visites sont régulièrement programmées tout au long de l'été.
Identifiant : ARLHS :ex-Admiralty : J1281.2  .

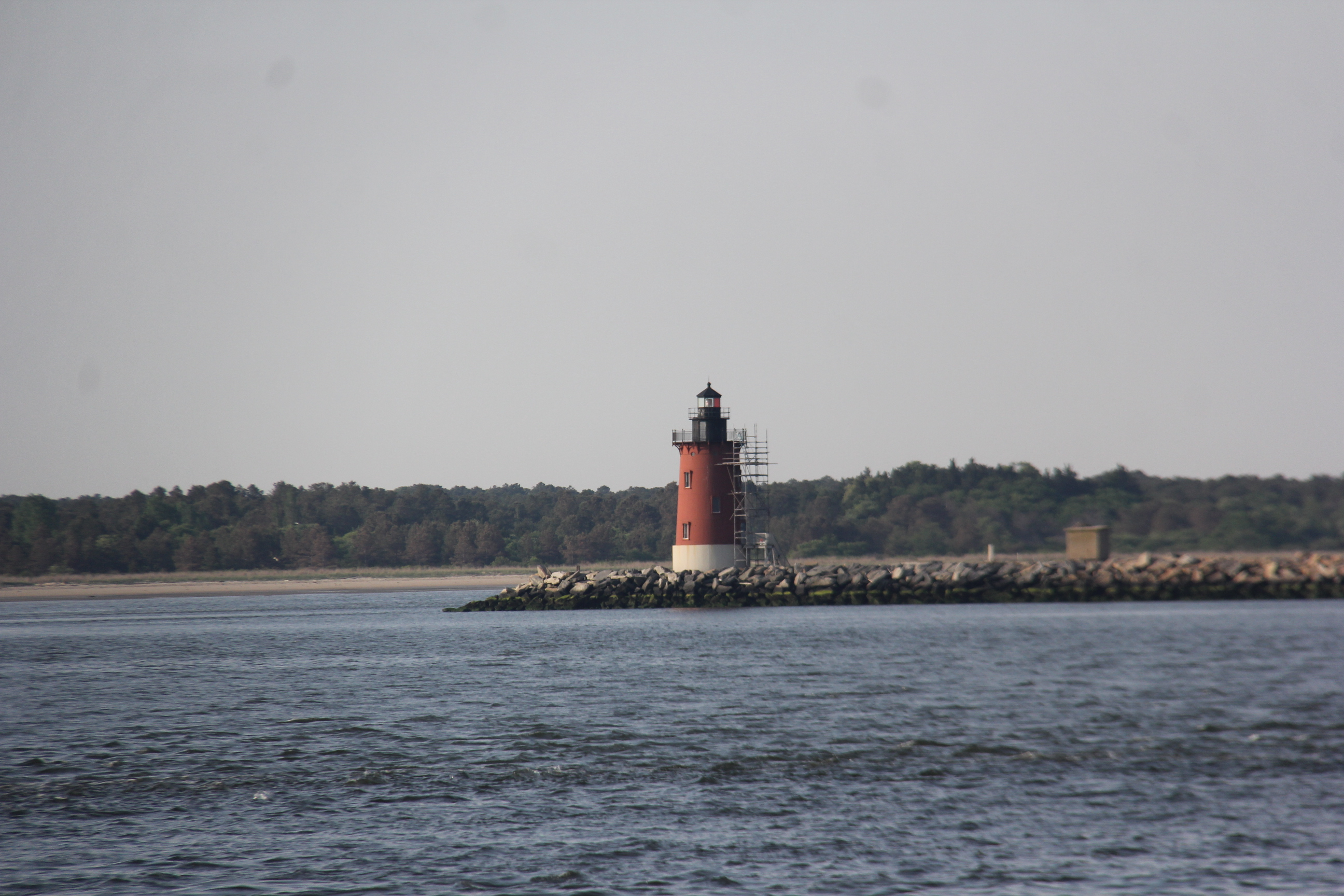
Le phare
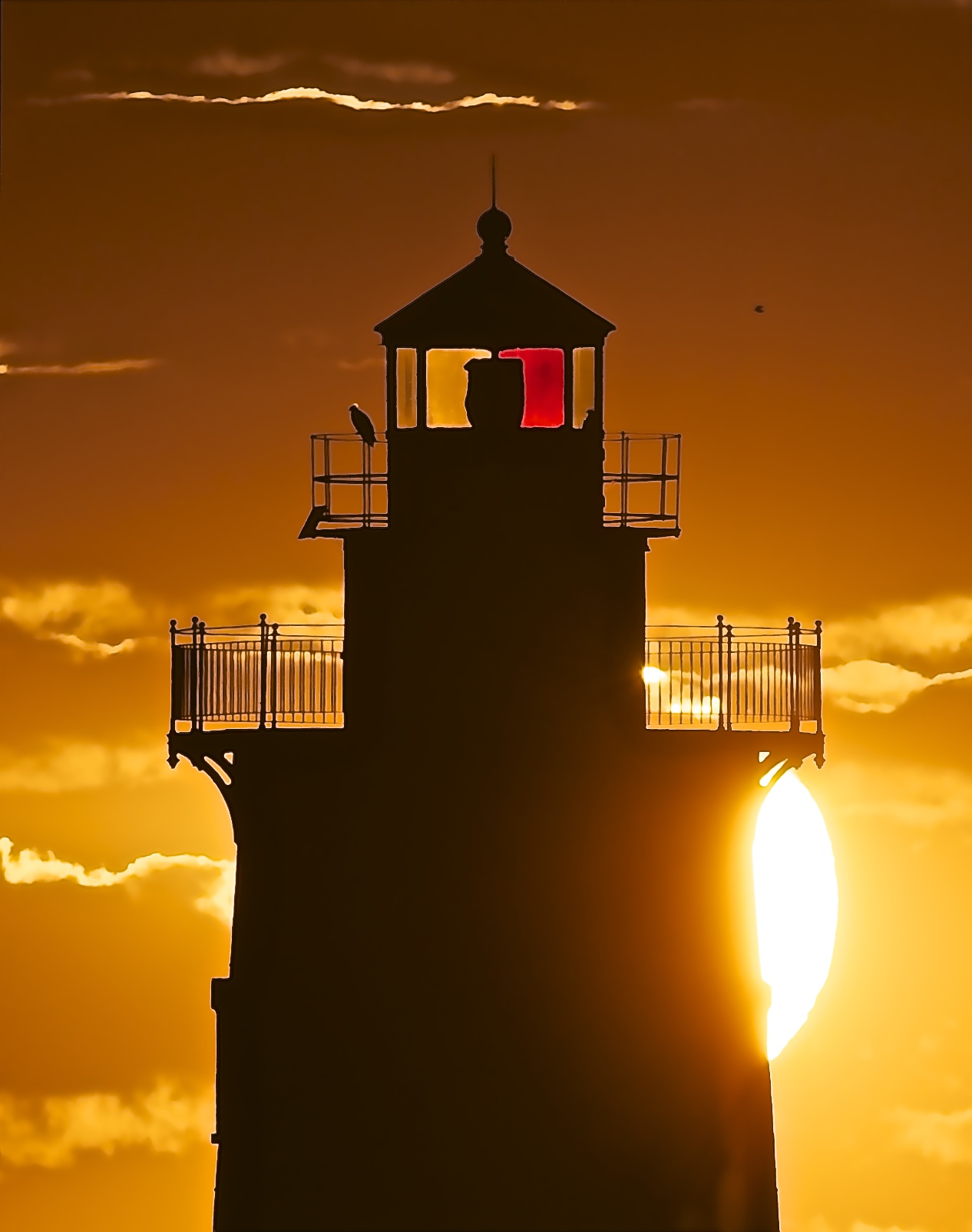
La lanterne de nuit

### Lien connexe
- Liste des phares du Delaware